# Metropolitansko mesto Milano
Metropolitansko mesto Milano (italijansko città metropolitana di Milano; milansko cittaa metropolitana de Milan [tʃiˈtɑː metrupuliˈtana de miˈlãː]) je metropolitansko mesto v deželi Lombardija v Italiji. To je drugo najbolj naseljeno metropolitansko mesto v državi za metropolitanskim mestom Rim. Njegovo glavno mesto je mesto Milano. Nadomestilo je pokrajino Milano in vključuje mesto Milano in drugih 133 občin (comuni). Najprej je nastal z reformo lokalnih oblasti (Zakon 142/1990), nato pa je bil ustanovljen z Zakonom 56/2014. Deluje od 1. januarja 2015.
Metropolitansko mesto Milano vodi metropolitanski župan (Sindaco metropolitano) in metropolitanski svet (Consiglio metropolitano). Od junija 2016 je župan glavnega mesta Giuseppe Sala tudi župan metropolitanskega mesta.

## Geografija
Metropolitansko mesto ima površino 1575 km². Obsega 134 občin in ima 3.279.944 prebivalcev (na dan 31.12.2019). Z ustanovitvijo pokrajine Monza in Brianza leta 2004 je takratna pokrajina Milano izgubila 55 občin in okoli 850.000 prebivalcev, decembra 2009 pa še pet občin.

## Zgodovina
Z mirom v Konstanci leta 1183 je Milano postal vojvodina, ki je vladala tudi okolici. Leta 1450 je Milano pripadel družini Sforza. Potem ko je Karel V. Habsburški leta 1525 premagal Franca I., je Milano padel pod španske Habsburžane. Leta 1714 je bila z Rastattskim mirom Lombardija s prestolnico Milanom dodeljena avstrijskim Habsburžanom. Ti so leta 1786 razdelili vojvodino Milano na osem provinc, vključno s provinco Milano. Pod Napoleonovo vladavino je obstajala Cisalpinska republika, v Italijanski republiki in Kraljevini Italiji med letoma 1797 in 1815 pa departma Olona, poimenovan po reki Oloni, ki je poleg Pavije včasih vključeval še Como in Varese. Leta 1816 je bila provinca Milano ponovno ustanovljena v habsburško kraljestvo Lombardija-Benečija. Po priključitvi Lombardije s strani Kraljevine Sardinije-Piemont (Risorgimento) je provinca Milano od 17. marca 1861 na podlagi zakona o upravni reformi z dne 23. oktobra 1859 postala teritorialna enota Sardinija-Piemont in nato Italija. Provinca Milano je bila povečana za Abbiategrasso, Magenta in Lodi in je tako obsegala skoraj 3000 km². Prve deželne volitve so bile 15. januarja 1860. Do leta 1927 je bila provinca razdeljena na pet okrajev (circondari) Milano, Lodi, Monza, Gallarate in Abbiategrasso z 39 okrožji (mandamenti) in 498 občin. Po opustitvi okrajnega nivoja leta 1923 so bila leta 1927 ukinjena tudi okrožja, v zameno pa so bile oblikovane številne nove pokrajine. V okviru te reforme je provinca Milano izgubila 37 občin zaradi nove province Varese. Leta 1992 se je od pokrajine Milano odcepila pokrajina Lodi, leta 2004 pa pokrajini Monza in Brianza. Pokrajina Milano je leta 2010 praznovala 150. obletnico samoupravnega organa. 1. januarja 2015 je iz pokrajine nastalo metropolitansko mesto Milano.

### Metropolitanski svet
Nove občine, ki dajejo velikim urbanim območjem upravne pristojnosti pokrajine, so zasnovane za izboljšanje delovanja lokalnih uprav in zmanjšanje lokalne porabe z boljšim usklajevanjem občin pri zagotavljanju osnovnih storitev (vključno s prometom, šolskimi in socialnimi programi) in varstvo okolja. V tem okviru politike je župan Milana določen za izvajanje funkcij metropolitanskega župana, ki predseduje metropolitanskemu svetu, ki ga sestavlja 24 županov občin v Metro občini.
Prvi metropolitanski svet mesta je bil izvoljen 28. septembra 2014. Metropolitanski svet mesta (2016-2021) je bil izvoljen 9. oktobra 2016.
Metropolitanski svet je na seji 17. septembra 2015 na podlagi 29. člena statuta metropolitanskega mesta Milano [8] potrdil predlog za ustanovitev 7 homogenih con: Alto Milanese, Magentino-Abbiatense, Sud Ovest, Sud Est, Adda Martesana, Nord Ovest, Nord Milano, Milano. Ta homogena območja, razmejena glede na geografske, demografske, zgodovinske, gospodarske in institucionalne značilnosti, ne bodo upravne enote, ampak bodo nadobčinske agregacije s pomembno vlogo v kontekstu decentraliziranih metropolitanskih storitev metropolitanskega mesta, zlasti v kontekstu teritorialnega načrtovanja.

### Administrativne regije
Deset najbolj naseljenih občin v metropolitanskem mestu je:
| Vrstni red | Mesto                 | Št. prebivalcev | Površina (km2) | Gostota (preb./km2) | Nmv (mslm) |
| ---------- | --------------------- | --------------- | -------------- | ------------------- | ---------- |
| 1          | Milano                | 1.395.274       | 181,76         | 7355.2              | 122        |
| 2          | Sesto San Giovanni    | 81.750          | 11,74          | 6963.4              | 140        |
| 3          | Cinisello Balsamo     | 74.536          | 12,7           | 5869                | 154        |
| 4          | Legnano               | 60.259          | 17,72          | 3357.3              | 199        |
| 5          | Rho                   | 51.033          | 22,32          | 2286.4              | 158        |
| 6          | Cologno Monzese       | 47.880          | 8,46           | 5659.6              | 134        |
| 7          | Paderno Dugnano       | 47.750          | 14,1           | 3386.5              | 163        |
| 8          | Rozzano               | 41.581          | 13,01          | 3196.1              | 103        |
| 9          | San Giuliano Milanese | 37.235          | 30,71          | 1212.5              | 98         |
| 10         | Pioltello             | 36.756          | 13,1           | 2805.8              | 156        |

## Gospodarstvo
Metropolitansko mesto Milano je najpomembnejše gospodarsko središče Italije. Tu ima sedež več kot polovica od 200 največjih podjetij v državi, tu je večina založb, oglaševalskih agencij, inštitutov za tržne raziskave in trgovskih podjetij. Leta 1910 je bil v Milanu ustanovljen proizvajalec avtomobilov Alfa Romeo (danes del skupine Fiat). Drugo svetovno znano podjetje je proizvajalec pnevmatik in kablov Pirelli.